# ساردین دم‌سیاه
نام علمی گونه
(Sardinlla melanura (Cuvier, 1829
نام علمی مترادف: ندارد
نام انگلیسی: Blacktip sarinella
نام فارسی: ساردین دم سیاه
اندازه: حداکثر اندازه بدن ۱۲ و به‌طور متوسط به ۱۰ سانتی‌متر
مشخصات: بدن دوکی شکل و نسبتاً فشرده، شکم دارای زره پولکی است که دارای ۲۸ تا ۳۰ عدد فلس می‌باشد، روی بخش پائینی اولین کمان آبششی دارای ۳۸ تا ۷۴ عدد خار آبششی، بخش عقبی فلسها بدون منفذ می‌باشد. رنگ بدن در پشت سبز – آبی، پهلوها نقره‌ای و نوک باله دمی سیاه‌رنگ می‌باشد.
زیست‌شناسی: یک گونهٔ سطح زی ساحلی است، به شکل گله‌ای بوده اما فراوان نیست. از نظر تغذیه از پلانکتونها تغذیه می‌نماید.
نامهای مورد استفاده در جنوب ایران: عومه، حشینه، مومغ
وسایل صید: تورهای گردان، ترال سطحی و میان آبی، تورهای کششی ساحلی.